# Digimon Data Squad
Digimon Savers (デジモンセイバーズ Dejimon Seibāzu?) y Digimon Data Squad en España e Hispanoamérica, es una serie de anime producida por Toei Animation. Es la quinta serie de la franquicia Digimon. Emitida por la cadena televisiva japonesa Fuji TV. Se estrenó el 2 de abril de 2006, remplazando en el horario a la serie Konjiki no Gash Bell! cuando esta terminó. También tuvo una película titulada Digimon Savers: Ultimate Power! Burst Mode Invoke!! lanzada en diciembre de 2006. La temporada sucesora es "Digimon Fusion".
La temporada se emite después de tres años desde "Digimon Frontier". Es una de las temporadas más cortas que ha tenido Digimon. Destaca el cambio en el diseño de los personajes humanos, uno de los más destacados es la del protagonista principal, Masaru, que a diferencia de los otros protagonistas de las demás temporadas no lleva las características gafas, y no es un niño, sino un adolescente.
El Digivice usado en esta temporada es llamado Digivice IC, aunque luego haya una actualización de este llamado Digivice Burst. Esta temporada se estrenó en Latinoamérica en febrero del 2010. También se emitió en España por los canales Disney XD y Boing.

## Argumento

### Saga del ataque Digimon
Personajes principales. Marcus Daimon un chico de 15 años con bastante temperamento, conocido entre las pandillas por su naturaleza violenta y sus puños, se encuentra inesperadamente con Agumon, un digimon que había escapado de la organización gubernamental secreta DATS. Estos se retan a una pelea, llegando a un empate, por lo que terminan aceptándose el uno al otro, haciéndose amigos. Es cuando comienzan a aparecer Digimons en la ciudad, causando estragos.
Tras vencer Marcus a Kokatorimon, él y su reciente amigo Agumon, son detenidos y llevados al cuartel de DATS. Esta organización tiene como misión principal la de bloquear la acción de cualquier digimon que aparezca en el mundo real de la manera más silenciosa, llevándolos de vuelta al mundo digital de donde provienen y borrando las memorias de los ciudadanos que han llegado a ver a uno de estos seres. Por tanto, la existencia de los digimon sólo es conocida por los miembros de DATS, de la que Marcus termina formando parte. Junto a él se encuentran Thomas H. Norstein, con Gaomon como compañero (con quien al principio tenían roces, pero se volvieron grandes amigos), y Yoshino "Yoshi" Fujieda, con su compañera Lalamon.
Tras unas cuantas batallas y casos de corrupción y uso malintencionado de Digimons como herramientas, Thomas llega a la conclusión de que en todos los casos, los digimons cumplen el papel de demonios, haciendo realidad los pecados capitales de la gente.
Un día la hermana menor de Marcus, Cristy Daimon obtiene un Digimon llamado Biyomon, sin embargo su Biyomon es secuestrado por Merukimon, (un digimon de Mega nivel) logrando vencer fácilmente a GeoGreymon fácilmente. Biyomon evoluciona a Garudamon (nivel ultra) pero es vencido por el ultra nivel de GeoGreymon, RizeGreymon, (una versión más poderosa de MetalGreymon).
Esto provoca un viaje al Digimundo para detener a Merukimon, donde conocerán a un niño que cree ser un Digimon llamado Keenan que por alguna extraña razón quiere venganza con los humanos.
Pero desafortunadamente Marcus y los demás a pesar de que todos lograron llegar al nivel ultra, no lograron vencer a Merukimon y tuvieron que regresar al mundo humano llevándose a Keenan y a Falcomon, al regresar al mundo humano, Keenan poco a poco aprende de ellos y se da cuenta de que no son malvados como dicen los Digimons aparte logró reencontrarse con sus padres, que lo habían perdido cuando era un bebé a causa de que fue enviado al Digi-mundo por accidente. Gotsumon (a espaldas de Merukimon) hace un trato con SaberLeomon (otro digimon de mega nivel) logra enviar un ejército de Digimon al mundo humano, pero son vencidos por Marcus y sus amigos, y también con ayuda de Keenan que ahora ya está de su lado, y también Marcus y RazeGreymon logran vencer a SaberLeomon (gracias a la ayuda de un misterioso digimon que apareció de la nada).
Marcus y los demás se preparan para regresar al Digi-mundo, pero antes conocen a un hombre llamado Dr. Kurata que los ayudará en su misión.

### Saga de Kurata
Al regresar al mundo Digital, finalmente Marcus desafía a Merukimon, sin embargo Keenan logra evitar que peleen. Hay en ese momento, Merukimon reconoce al Dr. Kurata, y finalmente Merukimon revela la verdad sobre Kurata.
Marcus y los demás se enteran de que Kurata es el verdadero responsable detrás del conflicto que los Digimon tienen con los humanos, débito a que Kurata atacó al Digi-mundo, tratando de exterminar a los Digimon, debido a que como humano, Kurata le tiene miedo a lo desconocido, en este caso a los Digimon.
Desarrolló unos Digimons artificiales llamados los Gizmon (unos Digimos extremadamente poderosos que pueden borrar permanentemente los datos de un digimon) y también creó a los Bio-Híbridos (humanos modificados genéticamente para que puedan transformarse en Digimons). Kurata planea la extinción total del Digimundo, pero uno de sus Gizmon fue derrotado por Keenan, pero Kurata se las arregló para destruir a Merukimon, y robar sus datos, Kurata planea usar a un Digimon maligno y demoniado llamado Belphemon, para exterminar a todos los Digimon y conquistar el mundo humano, pero para lograr eso se necesita una gran cantidad de datos, y para ello Kurata debe destruir unos cuantos Digimon para usar sus datos. 
En un principio los enemigos eran demasiado poderosos para Marcus y los demás, ni siquiera con sus transformaciones de ultra nivel, no podían hacer nada, hasta que conocen BanchoLeomon, y los entrena para controlar su ADN y transformar a sus Digimon en Digimon Mega nivel logrando una gran ventaja en contra de Kurata y Derrotan a los Bio-Híbridos y a unos cuantos Gizmons.
Sin embargo Kurata logra destruir al Eldradimon (un digimon que llevaba la ciudad sagrada en su espalda) y obteniendo todo el ADN de los Digimons para despertar a Belphemon, y por si todo eso fuera poco, Thomas por alguna extraña razón se une a Kurata, teniendo una pelea entre Marcus y Thomas provocando que shinegreymon alcance el burst mode, sin embargo debido a la ira y el enojo de Marcus, provoca que ShineGreymon se convierta en Digi-huevo.
Finalmente, Kurata logra despertar a Belphemon. Cuando todo parece perdido Thomas traiciona a Kurata (debido a que era una trampa) Kurata furioso decide fusionarse con Belphemon, Marcus y Shinegreymon comprenden que su amistad y su trabajo en equipo es lo que los hace más fuertes, y logran hacer que Shinegreymon pase al estado Burst Mode y al final logran derrotar a Kurata y destruir al Belphemon.
Antes de caer, Kurata abrió un Digi-portal que hizo que las dimensiones del Digi-mundo y el mundo humano comenzaran a fusionarse, lo que ocasionaría una gran colisión y destrucción entre ambos mundos, pero BanchoLeomon utiliza su Digienergía para retrasarlo.
Finalmente Kurata muere por una luz que sale del portal.

### Saga de Yggdrassil
Debido al caos que cometió Kurata y de haber fusionado ambos mundo, el Rey Drasil decide acabar con todos los humanos para evitar la destrucción del mundo digital y envía a los Caballeros Reales a cumplir dicha misión.
Al principio de la batalla Thomas, Yoshino y Keenan se quedan a proteger la tierra de los Caballeros Reales ya que Marcus viaja al Digimundo a hablar con Rey Drasil que por alguna razón resulta ser su padre Spencer Daimon, pero una vez que todos sus digimon acompañantes alcanzan el Burst Mode van a alcanzar a Marcus en el Mundo Digital donde la batalla contra los Caballeros Reales y el rey Drasil continúa.
Durante el transcurso de la batalla, Cristy (la hermana menor de Marcus) recupera a Biyomon y con su ADN lo hace Transformarse en Garudamon y se unen a la batalla.
Gracias a las emociones humanas los Caballeros Reales comenzaron a dudar del Rey uniéndose a la batalla para salvar al Digimundo, mientras que Rey Drasil comenzó a perder el control de sí mismo, en la batalla Marcus y Agumon logran golpearlo con una poderosa carga de ADN. Gracias a eso logran reparar la fisura espacio-temporal que amenazaba el mundo humano y el digital además de derrotar a Rey Drasil.

### Epílogo
Tras la victoria sobre Rey Drasil los digimon deciden regresar a su mundo para ayudar a mantener la paz y armonía, pero Marcus y los demás se oponen ya que el digiportal debe cerrarse indefinidamente para asegurarse de que la fisura espacio-temporal no se volviera a abrir.
Al final Marcus junto a Agumon viajan al mundo digital y mantienen el orden entre los Digimon.
Thomas logra curar la enfermedad de su hermana gracias a lo cual recibe el Premio Nobel de Medicina.
Yoshino junto con el Comandante Sampson, Megumi y Miki se vuelven oficiales de policía y mantiene el orden en su ciudad.
Sara y su esposo Spencer Daimon, viven felices y juntos como familia recuperando el tiempo perdido junto a su hija Kristy quien asiste al colegio junto con keenan

## Personajes

### DATS
| Personaje                                                        | Actor de doblaje | Digimon  | Actor de doblaje |
| ---------------------------------------------------------------- | --- | -------- | ---------------- |
|                                                                  | |          |                  |
| Masaru Daimon (大門 マサル Daimon Masaru?)                       | Soichiro Hoshi | Agumon   | Taiki Matsuno    |
| Masaru Daimon (大門 マサル Daimon Masaru?)                       | Masaru Daimon es el mejor luchador de Japón. Un chico de 15 años que cursa su cuarto año de secundaria es feroz y ama las peleas, al parecer posee una gran fuerza sobrehumana, siendo capaz de golpear hasta un Digimon de Mega nivel (ya que así es como activaba su ADN para digi-evolucionar a Agumon), algo irónico es, que a pesar de que podía pelear contra un Digimon, al principio no podía vencer a Thomas en pelea (apenas podía golpearlo), aunque posteriormente lograría vencerle en pelea. Su compañero es Agumon. Se une a DATS para poder luchar junto a Agumon y dejar de ser perseguido por ellos. Es muy imprudente y tiene la mala costumbre de arruinar (sin intención) los planes y estrategias, especialmente los de Thomas. Es un chico de buen corazón y es capaz de darse cuenta de lo que es correcto y lo que no, en cuanto a intelecto, él no es un chico muy estudioso (solo va a la escuela a pelear), quiere mucho a su hermana menor, Chika, a quien cuida y protege. Nunca quiso separarse de Agumon así que se fue a vivir al Digimundo junto con él. - Spencer Daimon: (大門 英 Daimon Suguru?) es el padre de Masaru. Está desaparecido desde una expedición que hizo DATS al Digimundo. Como Merkurimon estaba escondido, fue el Prof. Daimon el que negoció la paz entre los humanos y el Digimundo hasta que algo ocurra. Se descubre que BanchoLeomon le atacó para que el alma de Suguru entrase a él para huir, al igual que su hijo, Masaru, posee una gran fuerza sobrehumana, llegando incluso a pelear sin dificultad contra dos Digimons de Mega Nivel y solo con sus propias manos, tiene un gran conocimiento sobre el ADN y lo usa para las peleas, incluso llegó a salvar al Eldradimon de una fuerte sequía. - BanchoLeomon: Digimon solitario y combativo que hace las veces de mentor de Masaru, quien siempre intenta desafiarle. Gracias a él, Masaru y los demás despiertan el poder que hará que sus compañeros Digimon digievolucionen al último nivel. Más tarde se revela que BanchouLeomon es en realidad Daimon Suguru, el padre de Masaru. - Sara Daimon: (大門 小百合 Daimon Sayuri?) Es la madre de Masaru. Parece muy generosa y desinteresada en el tema de los Digimon. Se revela qué sabe mucho de los Digimons y el Digimundo. Thomas la identifica como su propia madre,incluso Keenan también la confundió con su madre adoptiva Frigimon. - Cristi Daimon: (大門 知香 Daimon Chika?) Es la hermana de Masaru. Se lleva muy bien con Agumon, y sobre todo con su hermano, Masaru, aunque veces se enoja mucho con él por sus malos modales, pero aun así lo quiere mucho, y se preocupa por su bienestar, al principio parecía estar enamorada de Thomas, pero luego se enamora de Keenan Crier (Ikuto Noguchi). Le desagrada al principio a Falcomon, (debido a que Falcomon la atacó para llevarse a su Biyomon). Tuvo un Biyomon que se convirtió en su compañero Digimon. Sin embargo lo perdió cuando Merukimon fue al mundo humano, posteriormente lo recuperó, durante el ataque del Rey Drasil, ella fue capaz de hacerlo digievolucionar sin Digivice. |          |                  |
|                                                                  | |          |                  |
| Thomas Norstein (トーマ・H・ノルシュタイン Tōma H. Norushutain?) | Hirofumi Nojima | Gaomon   | Kazuya Nakai     |
| Thomas Norstein (トーマ・H・ノルシュタイン Tōma H. Norushutain?) | Un genio de 15 años que terminó la universidad a los 13. Al principio parecía tener problemas para trabajar en equipo, ya que desde que conoció a Masaru comenzó a tenerle un gran desprecio, llegando incluso a que él y Masaru se volvieran enemigos, pero luego aprenden a trabajar en equipo y comenzaron a ser mejores amigos. Su compañero es Gaomon. Su madre murió en un accidente de tráfico cuando él era pequeño. Se convierte en un gran médico y gana el premio Nobel de medicina por curar a su hermana. Un detalle curioso, es que Thomas al principio podía vencer fácilmente a Masaru en pelea,(siendo que este último es capaz de vencer a un digimon en pelea) aunque posteriormente ya no podría vencer a Masaru, debido a que este último con el tiempo se volvería más fuerte. - Relena Norstein: (リリーナ・ノルシュタイン Rirîna Norushutain?) Es la hermana mediana de Thomas. Se ve obstaculizada debido a una enfermedad. En una ocasión, cuando ella era un bebé, Thomas entró a su habitación mientras ella lloraba, tomó su mano y ella dejó de llorar; él sorprendido la soltó y lloró de nuevo. Desde entonces ellos tienen un lazo especial de hermano mayor y hermana menor. |          |                  |
|                                                                  | |          |                  |
| Yoshino Fujieda (藤枝 ヨシノ Fujieda Yoshino?)                   | Yui Aragaki | Lalamon  | Yukana Nogami    |
| Yoshino Fujieda (藤枝 ヨシノ Fujieda Yoshino?)                   | Tiene 18 años. Su compañera Digimon es Lalamon. No se involucra en las peleas casi nunca. Se hace policía. Al principio ella y Lalamon querían atrapar a Agumon porque era peligroso. Es la más serena del grupo y al principio discutía mucho con Masaru, ya que ella quería capturar a Agumon, pero después de que Masaru y Agumon se unen a DATS, se vuelven grandes amigos. Cuando ella era pequeña pensaba que hacía todo mal y que no tenía ningún talento y hasta ahora sigue atormentándola que no es capaz de luchar a la altura de Masaru o Thomas. Lalamon le hace darse cuenta de que ella puede hacerse tan fuerte como ellos y gracias a que Yoshino se diera cuenta de esto Lalamon pudo digievolucionar al nivel megacampeón. Al final ella se vuelve policía. |          |                  |
|                                                                  | |          |                  |
| Keenan Crier (野口 イクト Noguchi Ikuto?)                        | Rie Kugimiya | Falcomon | Chie Kojiro      |
| Keenan Crier (野口 イクト Noguchi Ikuto?)                        | Un chico humano misterioso que vive en el Digimundo. Junto a Falcomon, sirve a Mercurimon. Por un accidente, lleva en el mundo digital 10 años (toda su vida). Ha sido cuidado por otros Digimon para odiar a los humanos, y se cree un Digimon. Sin embargo, los otros Digimon saben que es humano. Prontamente él se da cuenta de que no todos los humanos son malos y se convierte en un gran amigo de Masaru, Thomas y Yoshino. Está enamorado de Chika Daimon (Cristi); al final empieza los estudios de secundaria en el mundo real en el mismo colegio. - Merkurimon:Uno de los 12 del Olimpo. Es como un mentor para Keenan. Le enseña que no debe odiar a los seres humanos y prefiere no pelear. Posee un portal entre el mundo real y el Digimundo, creado por Kurata. Él y Daimon Suguru tuvieron la idea principal de humanos y Digimons viviendo en paz. Es asesinado por Kurata y Gizmon. - Gotsumon: Uno de los seguidores de Mercurimon. Gotsumon está celoso de Keenan por la atención que Merukimon pone en él. Keenan se da cuenta de esto en el capítulo 18. Después renace y apoya escondiéndose a los protagonistas en la batalla final. - Yukidaramon: Es la madre Digimon de Keenan, desapareció porque Gizmon la eliminó, es por ese motivo que Keenan odia a los humanos. Al momento de morir le dijo que no odiara a los humanos, puesto que él era uno. Desde ahí, Ikuto comprendió que su deseo es quedarse en ambos mundos. - Dr. Noguchi Kenji: (野口 憲治 Noguchi Kenji?) El padre de Keenan. Investigador del Digimundo. Mientras que él y su esposa estaban investigando el Digiportal su hijo fue enviado al Digimundo. - Michelle Crier: Es la madre verdadera de Keenan, ella estaba muy triste cuando perdió a Keenan hasta que al final tuvo su primera hija. |          |                  |

- Comandante Satsuma (薩摩 廉太郎 Satsuma Rentarō?) El líder de DATS en Japón. Fue el primero en animar a Masaru a unirse a DATS. Su compañero es Kudamon, que evoluciona en Sleipmon, uno de los Caballeros Reales.
- Oficial Megumi Shirokawa: (白川 恵 Shirokawa Megumi?) Una de las dos operadoras, de personalidad alegre y enérgica. Su compañero es PawnChessmon (Blanco).
- Oficial Miki Kurosaki: (黒崎 美樹 Kurosaki Miki?) La segunda de las operadoras de DATS. Es la amiga de Megumi y su compañero es PawnChessmon (Negro). Es interpretada por Ai Nagano.[5]
- Hiroshi Yushima: (湯島浩 Hiroshi Yushima?) el anciano que le dio el Digivice a Masaru. Sabe mucho acerca de los Digimons porque hace 10 años fue a una expedición al Digimundo, junto al padre de Masaru llamado Suguru. Su compañero es Kamemon. Se puede notar que tiene habilidad para pelear, ya que él logró vencer a Masaru, cuando este trató de atacarle. Es interpretado por Yūichi Nagashima.[6]

### Enemigos
- Kurata: (21-38) Es un hombre cruel. Es el responsable de la mayor parte de hechos, ya que pretende exterminar a los Digimon y por eso ellos odian a los humanos. Su propósito es eliminarlos ya que tuvo una mala experiencia con ellos diez años atrás. Además en la serie se le puede notar cierta reacción alérgica hacia los Digimons. Es también el líder de los Híbridos. Luego Kurata despertó a Belphemon y se fusionó con él para tratar de destruir a los digimon de nuevo. Tras su grave fracaso, destruyó la puerta que separa el mundo digital con el humano. Después de destruir la barrera dimensional, Kurata entra en ella y entonces es desintegrado por completo por una luz brillante.

### Digimon
Esta serie aparecieron un gran número de Digimon pero solo se contarán los más destacados.
- Agumon: es el Digimon de Masaru y la mascota principal de la franquicia Digimon, a diferencia de su encarnación de Digimon Adventure, este es mucho más grande en estatura, y lleva puesta unas bandas de color rojo en las garras, es muy juguetón, y no muy listo, y muy comelón, (especialmente comida humana) al principio fue un fugitivo de DATS pero tras conocer a Masaru se hicieron grandes amigos y él y Masaru se unen a DATS es el Digimon más fuerte del equipo.
- GeoGreymon: es la Digi-evolución campeón de Agumon, a diferencia de Digimon Adventure, este es mucho más grande y más poderoso, lleva colmillos en los hombros y es menos infantil que la versión original, su ataque más poderoso es "Mega flama" (que normalmente derrotaba a los Digimon con ese ataque). Es el más fuerte de DATS, solo perdió 2 veces.
- RizeGreymon: es la transformación Ultra Nivel de GeoGreymon y es aparentemente una versión actualizada de MetalGreymon, su aspecto y armadura son similares a MetalGreymon pero en color rojo y metal, su brazo izquierdo es una pistola revólver, (a diferencia de MetalGreymon, que era un brazo biónico), y es el más grande en estatura, otra diferencia son sus alas, son cibernéticas, y las de MetalGreymon son alas de Dragón. Sus ataques son "Revólver Destructor" y su ataque más poderoso es "Estallido Glorioso".
- ShineGreymon: es la versión hiper-campeón o Mega Nivel de RizeGreymon, y al igual que este último, parece una versión actualizada de WarGreymon. Es el más poderoso del equipo DATS, y sus ataques son la Geogreyespada.
- Gaomon: es el Digimon de Thomas, es muy serio, frío y poco expresivo, pero tiene buenos modales. Rara vez se le ve actuando de forma cómica. Es un Digimon tipo boxeo, y es muy atlético, al parecer es muy bueno jugando a la rayuela, ya que Lalamon afirma que él siempre gana en ese juego, se desconoce desde cuando Thomas lo ha tenido. Es el segundo Digimon más fuerte después de DATS.
- GaoGamon: es la forma Campeón de Gaomon. Es un lobo azul cuadrúpedo, sus guantes de boxeo se transforman en muñequeras, y obtiene una bufanda que manipula a su voluntad. Es el segundo más fuerte, solo perdió 4 veces.
- MachGaoGamon: la versión ultra nivel de GaoGamon a diferencia de su antecesor, este es un lobo azul bípedo, con un traje plateado y guantes de hierro, es de estatura mediana, su ataque más poderoso es "puño de la justicia" y "GaoGatornado".

Miragegaogamon: es la forma Hiper Campeón de MachGaoGamon, es de estatura gigante siendo igual de grande que Shinegreymon, tiene el aspecto de un lobo Cyborg (muy similar a Garudamon) de color azul y lleva una gran capa roja.
- - Belphemon (25-38) Digimon demonio y malvado que el Dr. Kurata hace renacer para que le obedezca que al principio tenía una apariencia tierna y linda, pero después Kurata acaba fusionándose con él y haciéndole despertar su terrorífico poder. Es asesinado por ShineGreymon Burst Mode.
  - Bio-Híbridos: (27-33,48)
    - Kouki: un joven muchacho integrante de los híbridos, puede evolucionar en BioThunderbirmon y luego en BioDarkDramon, es al parecer el líder de los BioHíbridos, su personalidad es similar a la de Masaru: es feroz y le encanta pelear y destruir. Le tiene un odio inexplicable a Masaru, y lo considera su enemigo, cuando ambos chocaban sus puños parecían tener  las mismas fuerzas. Fue modificado por Kurata para que tuviera la misma fuerza sobrehumana que posee Masaru (aparte de transformarse en Digimon). Es derrotado por Masaru y ShineGreymon usando la GeoGreyespada. Se ve por última vez en el epílogo montando una motocicleta sin usar casco.
    - Nanami: es una integrante de los Híbridos, puede evolucionar a BioCoatlmon y más tarde en BioLotusmon, es una genio igual que Thomas por lo que a este se le hizo un poco difícil derrotarla como BioLotusmon. Pero al Final es derrotada por Thomas y MirageGaogamon. Se vuelve a ver en el episodio 48 proyectando su ADN (Digisoul) en el cielo para aguantar al Mundo Digital.
    - Iván: un hombre adulto integrante de los Híbridos, puede evolucionar a BioStegomon y más tarde en BioSpinomon. Iván tiene dificultad para retener sus pensamientos, por lo que tiende a decir todo lo que pasa por su mente. Desarrolló una atracción por Yoshino. Es derrotado por Yoshino y Rosemon, después se revela que la razón por la que se unió a Kurata fue para reunir dinero para ayudar a su familia. Se vuelve a ver en el episodio 48 proyectando su A.D.N. en el cielo para aguantar al Mundo Digital.

  - Gizumon: (22-36) un Digimon artificial creado por el Dr. Kurata para la exterminación del Mundo Digital. Se crea primero un ProtoGizmon (nivel niño) y posteriormente dos nuevos niveles: Gizmon AT (Nivel Adulto) y Gizmon XT (Nivel Perfecto). Son extremadamente poderosos, siendo capaces de vencer a los Digimon de Nivel Ultra, fácilmente y sin dificultad, pero no son capaces de vencer a un Digimon de Mega Nivel. Demostrándolo cuando no podían vencer a Merukimon, y ni siquiera a Shinegreymon Miragegaogamon y Rosemon, (cuyos Digimon son de mega nivel) son capaces de eliminar todo rastro de los Digimon que va eliminando, evitando así que los Digimon vuelvan en modo Digitama o huevo y puedan renacer, después Akihiro Kurata lo utiliza para que absorba la información de los Digimon derrotados para poder reunir suficiente energía como para revivir a uno de los antiguos 7 Grandes Demonios que casi destruyen el Digimundo llamado Belphemon. Después de que Belphemon despertara no volvieron aparecer y también se desconoce el estado actual de los digi-huevos que se esparcieron en el Digimundo.
- Yggdrasil: (39-48) dios gobernante del Digimundo, tiene como objetivo destruir el mundo humano para deshacer el desastre que causó Akihiro Kurata, que fue mezclar ambos mundos. Como a menos que uno de los dos mundos sea destruido, se fusionarán y ambos serán destruidos, Yggdrasil quiere eliminar el mundo humano sin importarle la cantidad de vidas que aniquilará. Lidera a los Caballeros Reales. Yggdrasil está metido en el cuerpo de Spencer Daimon, lo que afecta mucho a Masaru.
  - Caballeros Reales: (39-48) son la élite del Digimundo liderada por Yggdrassil; se enfrentan a los de DATS cuando intentan entrar a la guarida de Yggdrasil. En la batalla final, son guiados por Omegamon enfrentándose a Yggdrasilmon porque dudan de su razonamiento. Al final luego de la derrota de Yggdrassil regresan al Digimundo. Luego se encuentra Masaru Daimon y a su amigo Agumon. (Nota: En la segunda apertura, nueve de los trece caballeros se mostraron y aparecieron en algún momento en la serie con la excepción de Alphamon).
    - Craniamon
    - Gallantmon
    - Magnamon
    - Dynasmon
    - Lord Knightmon
    - Ulforce Veedramon
    - Omnimon
    - Kentaurosmon
    - Leopardmon

## Videojuegos
- Digimon World:Data Squad: Es el compañero de Thomas y además el jugador es quien lo controla. Te acompañara a lo largo del videojuego.
- Digimon World:Amanecer y Anochecer: Evoluciona de Machgaogamon para convertirse en MirageGaogamon Modo Explosivo. También es el compañero de la líder de Night Crow, Sayo. Aparece en el Normal Tournament Tamer, en el Night Crawl Assault y en el Legendary Tamer Tournament.
- Digimon World Championship: Evoluciona de MachGaogamon
- Digimon World Re:Digitize: Digievoluciona de MachGaogamon o WereGarurumon y puede digievolucionar a Examon

## Episodios
Digimon Savers cuenta con un total de 48 episodios, convirtiéndose así en la temporada más corta de Digimon.

## Película
Digimon Savers: Ultimate Power! Burst Mode Invoke!!
La historia comienza cuando se ha desatado un mal en el mundo humano y todos los DATS son capturados y sumergidos en un sueño eterno. Ahora, ¿quién podrá salvar a la humanidad?
Ese es Agumon y los digimon de DATS quienes se unen a una digimon en forma humana la cual le ayuda a combatir un Digimon Maligno llamado Argomon que insiste en que los humanos son malos.

## Doblaje Hispanoamericano
- Masaru y Mercurimon - Héctor Rocha
- Agumon - Rolando de la Fuente
- Yoshino - Mildred Barrera (ep 1-12) / Azucena Martínez (resto)
- Lalamon - Diana Huicochea
- Thomas - Rolando de la Fuente
- Gaomon - Mario Hernández
- Falcomon, Gotsumon, Kudamon y Kurata - Daniel Lacy
- Sampson y Metalphantomon - Alan Bressant
- Sayuri y Ikuto - Alma Juárez
- Miki / Megumi y Chika - Karina Altamirano

Créditos Técnicos:
- Estudio de Doblaje: Bond Productions México
- Director de Doblaje: Alan Bond
- Traductor / Adaptador: Roberto Templos (Diálogos) / Pedro Sánchez (Canciones)[7]
- Posproducción de Audio: Heriberto Cruz Bautista
- Versión latinoamericana: Optimedia Productions LLC

## Emisión Internacional

### Emisión en España
La serie empezó a emitirse el 1 de marzo de 2010 en Disney XD. Su horario actual es: de lunes a viernes a las 19:25.
Tiene varias censuras, como los golpes fuertes entre humanos, pero descontando eso, es casi totalmente fiel a la versión japonesa. Actualmente, la serie se emitía en el canal Boing de la TDT, aparentemente sin censura, conservando el Opening en japonés, pero ha sido retirada de la programación.

### Emisión en Hispanoamérica
En noviembre de 2009 fue confirmado el doblaje y este ya está completado, y el 19 de enero de 2010 Disney XD Latinoamérica confirmó el preestreno para el 6 de febrero del 2010. Y su estreno fue el 15 de febrero de 2010 a la 1:30 p. m. en México. Venezuela, en Colombia 1:00 p. m., en Argentina a las 2.30 p. m. y en Chile a las 2.00 p. m. La serie se emitió con una rara combinación entre la versión japonesa y el doblaje americano con censura en escenas fuertes pero sin censura visual (a excepción de los capítulos 2 y 7 donde se utilizó la edición estadounidense, en el 7.º capítulo editando a BomberNanimon y las escenas de bombas y explosiones). Se cambiaron también algunos nombres siguiendo la versión estadounidense.
A partir del 15 de marzo Disney XD Latinoamérica emite 2 veces por día la serie primero a las 10.00 a. m. (Chile) se sigue con el orden de los capítulos correspondientes y a las 15.00 p. m. (Chile), únicamente transmitiendo 36 de los 48 episodios. A partir del 5 de febrero de 2011 decidió estrenar últimos episodios los sábados y domingos a las 7:30 de la mañana, finalizando el 13 de marzo de 2011, pero en otros países latinoamericanos fue desde el 7 de febrero a las 8 a. m. de lunes a viernes finalizando el 22 de febrero de 2011.

### Emisión en Italia
La serie comenzó a emitirse el 2017 En DeA Kids y Super!

## Banda sonora
Tema de Apertura #1: Gou-ing! Going! My Soul!!

Intérprete: Dynamite SHU

Letra: Tooru Hiruma

Compositor: POM

Arreglos: Cher Watanabe
- (caps. 1-29) (En Latinoamérica: "A donde tú vayas yo iré")
- Letra: DUALKEY
- Intérprete:
- Arreglos: DUALKEY

Tema de Apertura #2: Hirari

Intérprete/Letra: Kouji Wada

Compositor: IKUO

Arreglos: SPM@
- (caps. 30-48)

Tema de Cierre #1: One Star

Intérprete: Yousuke Itou

Letra: Tomoko Sakakibara

Compositor: POM

Arreglos: Hiroaki Oono
- (caps. 1-24) (En Latinoamérica: "Alguna estrella fugaz")

Tema de Cierre #2: Ryuusei

Intérprete: MiyuMiyu

Letra/Compositor: yukiko

Arreglos: Kazunori Miyake
- (caps. 25-47)

Tema de Cierre #3: Gou-ing! Going! My Soul!!

Intérprete: Dynamite SHU

Letra: Tooru Hiruma

Compositor: POM

Arreglos: Cher Watanabe
- (capítulo 48)

Tema de Evoluciones: Believer

Intérprete: IKUO

Letra: Hiroshi Yamada

Compositor/Arreglos: Michihiko Ohta